# Alessandro Roussel
 (novembre 2022).
ScienceClic
Alessandro Roussel est un vidéaste web franco-italien, né le 17 août 1998 à Suresnes (Hauts-de-Seine, Île-de-France, France). Il est le créateur de ScienceClic, une chaîne YouTube scientifique francophone, agrégée sur Vidéosciences et la Vidéothèque d'Alexandrie.
Le 20 novembre 2014, Roussel crée ScienceClic ; le 8 décembre, il y diffuse sa première vidéo. En novembre 2018, ScienceClic figure au nombre des « chaînes YouTube culturelles et scientifiques francophones potentiellement adaptées à un usage éducatif » recensées par la Délégation générale à la langue française et aux langues de France (DGLFLF) du ministère de la Culture. En 2019, deux vidéos de Roussel (« Le Système solaire » et « La vie d'une étoile ») sont sélectionnées pour être projetées au public dans le cadre de Voyage dans le système solaire… et au-delà !, une exposition itinérante conçue par le centre de culture scientifique, technique et industrielle (CCSTI) de Chambéry. La même année, Roussel est sélectionné pour participer au premier concours « E-toiles de science », organisé dans le cadre du 15e festival Pariscience. En septembre 2020, ScienceClic figure au nombre des vingt-six « ÉduTubeurs » mis en avant par YouTube France,. En septembre 2021, avec une vidéo sur les trous noirs, ScienceClic termine à la troisième place d'un concours de médiation scientifique organisé par Veritasium. En décembre 2022, Roussel participe à un épisode de La Méthode scientifique. Des images créées par Roussel sont utilisées comme illustrations dans des manuels ou des publications scientifiques,. En mars 2023, Alessandro Roussel annonce la publication de son premier livre de vulgarisation scientifique « Les Grandes Lois de l'Univers ».

## Ouvrages
- Alessandro Roussel, Les Grandes Lois de l'univers : De la gravitation aux particules quantiques, Alisio, coll. « Sciences », 2023, 184 p., 14 × 22 cm (ISBN 2379353247, EAN 9782379353246).